# Gymnasium Wasagasse

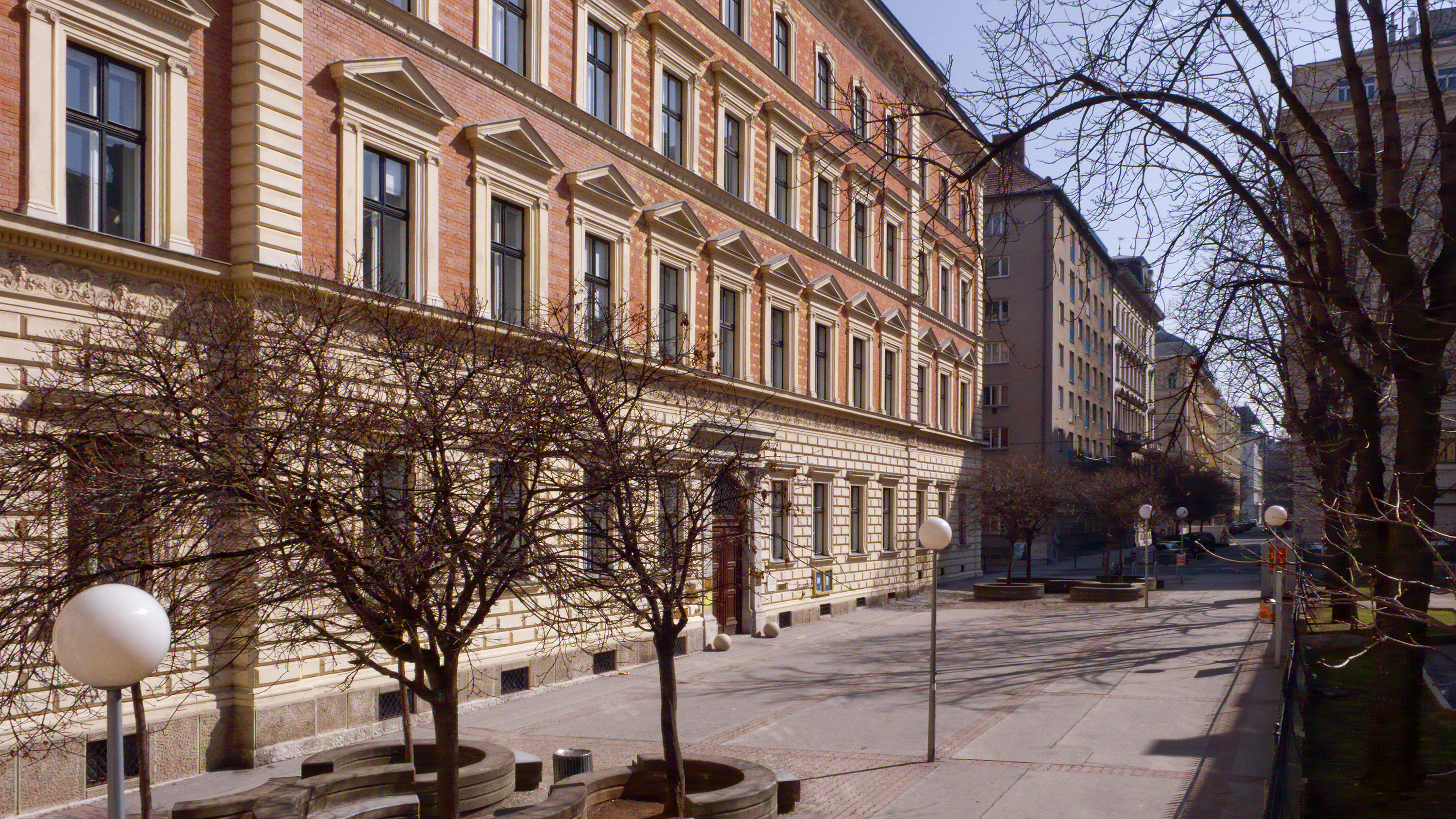
Gymnasium Wasagasse (2010)

Das Gymnasium Wasagasse (Bundesgymnasium Wien IX, kurz BG9 oder Wasagymnasium) ist eine Schule im 9. Wiener Gemeindebezirk Alsergrund.

## Geschichte

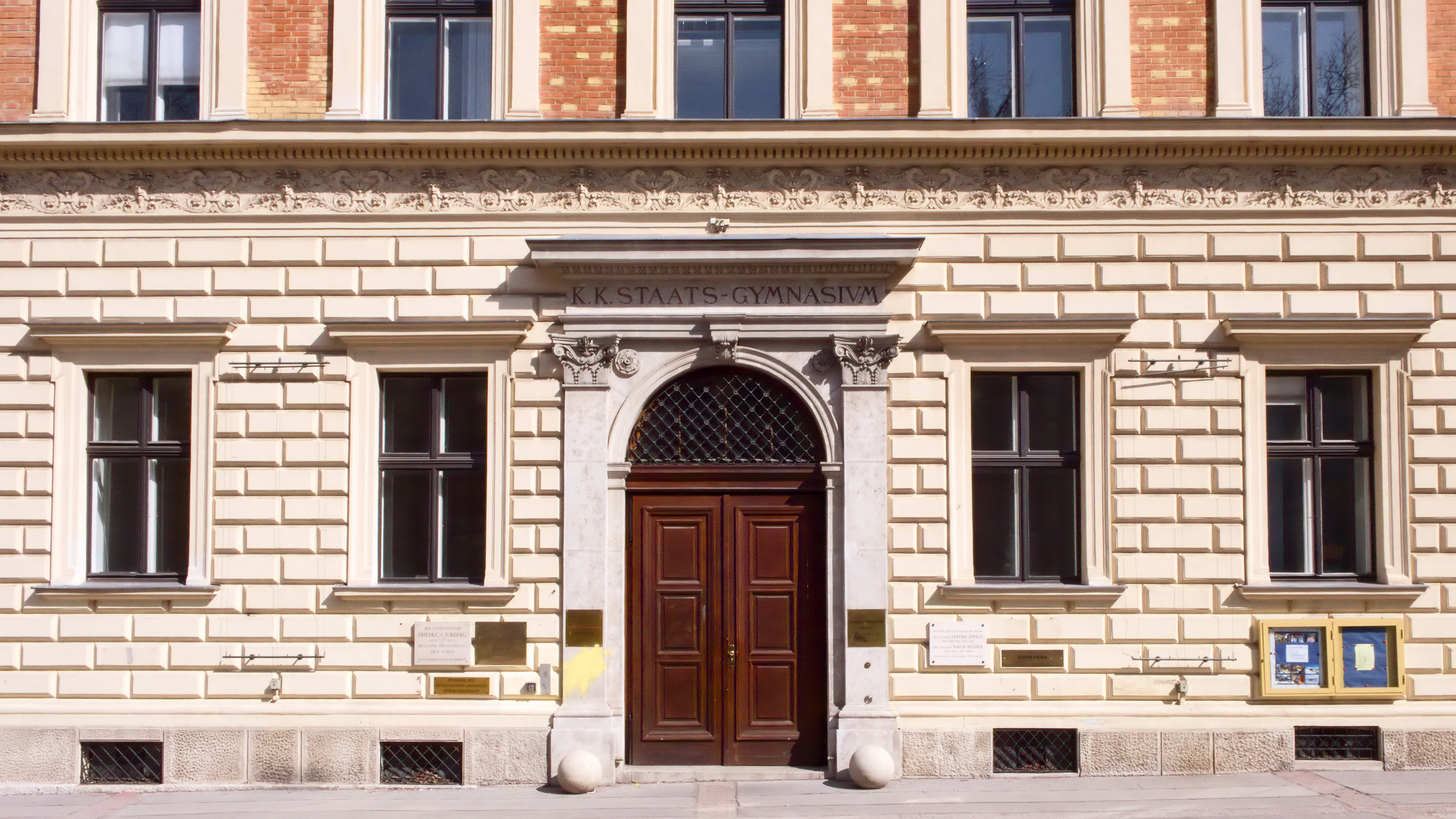
Der Eingang zur Schule

Das Wasagymnasium wurde nach Plänen von Heinrich von Ferstel 1869 bis 1871 an der Adresse Wasagasse 10 (noch im Bereich der Wiener Stadterweiterungszone) errichtet und am 16. Oktober 1871 als das K. K. Real- und Obergymnasium im IX. Bezirke in Wien eröffnet. Der Gebäudekomplex, ein Rohziegelbau, umfasst auch ein anschließendes Miethaus. Von 1877 bis 1895 hieß das Gymnasium offiziell K. K. Staatsgymnasium im IX. Bezirke Wiens, ab 1895 Maximilians-Gymnasium.
Es war über Jahrzehnte einer der Sammelpunkte der Söhne des kultivierten jüdischen Bürgertums. Um 1900 waren 70 % der Schüler jüdisch; 1938 waren es 50 %. Mit dem Beginn der NS-Herrschaft im Jahr 1938 wurde dem ein Ende gesetzt. Ins Gebäude zog die Gauleitung von Niederdonau ein. (1938 bis 1945 wurden die Schulräumlichkeiten des aufgehobenen Schottengymnasiums vom Gymnasium Wasagasse verwendet.) Der dritte Stock, in dem Büros untergebracht wurden, wurde erst Jahrzehnte später wieder zu Schulzwecken verwendet: 1938–1945 befanden sich hier Büros der NSDAP, 1945–1953 hatte hier das Zentralkomitee der KPÖ, der Kommunistischen Partei Österreichs, seinen Sitz. (Die KPÖ errichtete für sich später das Gebäude des Globus-Verlags.)
2003 wurde auf Initiative der Lehrerin Renate Mercsanits und ihrer Schüler das Schulprojekt Erinnern gestartet, um unter anderem die Schicksale ehemaliger jüdischer Schüler zu erforschen. Das Projekt führte unter anderem zu einer Buchveröffentlichung und zur Anbringung einer Gedenktafel für die unter dem Nationalsozialismus vertriebenen, verfolgten und ermordeten Schüler und Lehrer der Schule.
Nachdem der langjährige Direktor Michael Sörös zum Landesschulinspektoren ernannt worden war, folgte auf ihn als provisorischer Direktor Helmut Langegger. Seit dem Schuljahr 2009/10 ist Johannes Bauer Schulleiter.

## Bekannte Schüler

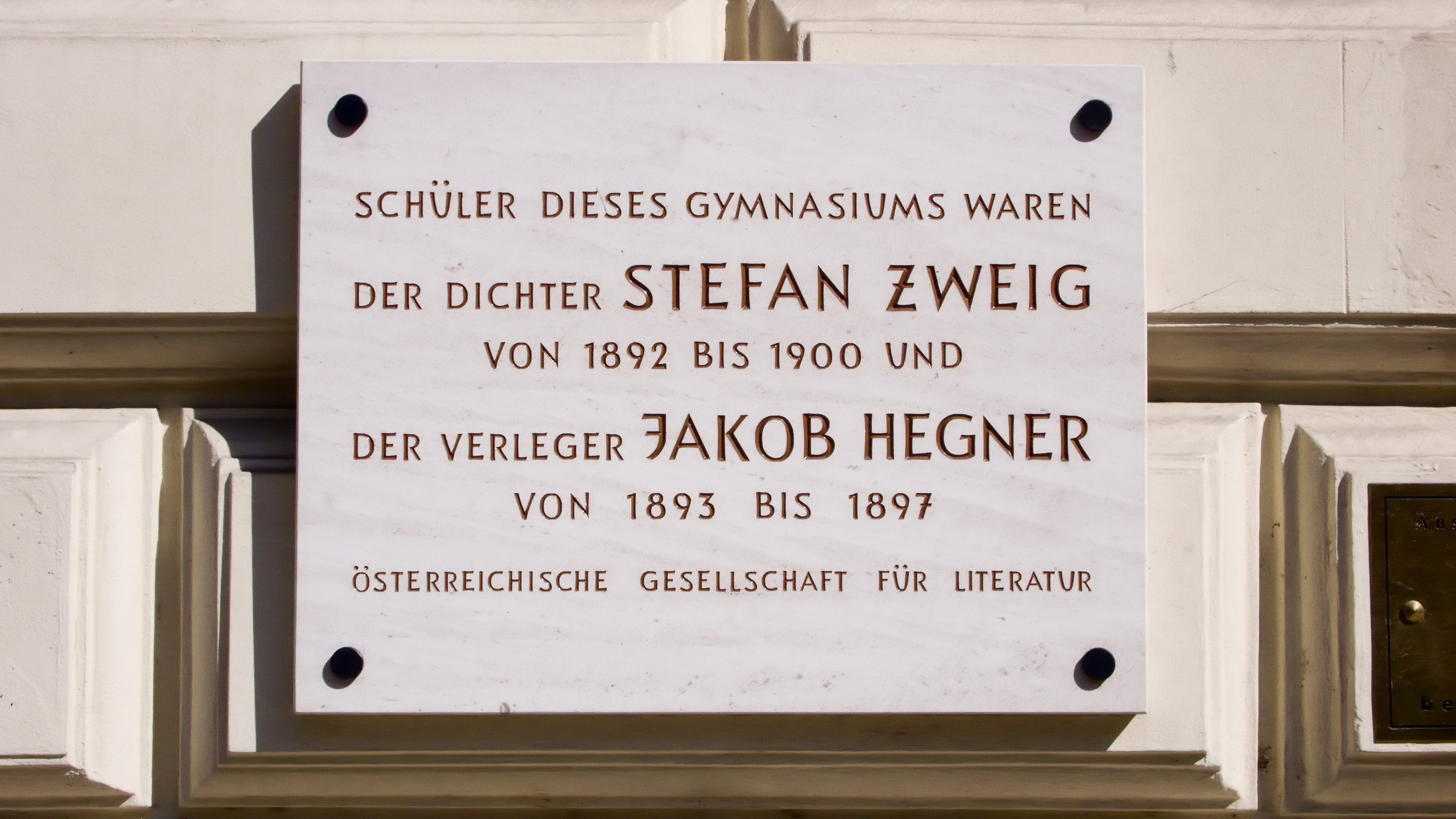
Gedenktafel am Gymnasium

### Kulturschaffende
- Muhammad Asad (1900–1992), islamischer Gelehrter, Diplomat, Journalist
- Andre Asriel (1922–2019), Komponist
- Gustav Bamberger (1861–1936), Maler, Architekt
- Ernst Benedikt (1882–1973), Journalist, Schriftsteller, Maler, Publizist
- Josef Bergauer (1880–1947), Schauspieler, Schriftsteller
- Felix Braun (1885–1973), Schriftsteller, Dichter, Dramatiker
- Robert Braun (1896–1972), Dichter, Essayist
- Oskar Maurus Fontana (1889–1969), Schriftsteller
- Ernst Décsey (1870–1941), Schriftsteller, Musiker
- Max Deutsch (1892–1982), Komponist, Dirigent, Musikpädagoge
- Paul Deutsch (1873–1958), Journalist
- Birgit Doll (1956–2015), Schauspielerin
- Georg Drozdowski (1899–1987), Schriftsteller, Journalist, Übersetzer, Schauspieler
- Andrea Maria Dusl (* 1961), Filmregisseurin, Autorin, Zeichnerin
- Robert Eisler (1882–1949), Kunsthistoriker
- Otto von Falke (1862–1942), Kunsthistoriker
- Erich Fried (1921–1988), Lyriker, Übersetzer, Essayist
- Albert Fuchs (1905–1946), Kulturhistoriker
- Hans Gál (1890–1987), Komponist
- Gustav Glück (1871–1952), Kunsthistoriker
- Ernest Gold (1921–1999), Komponist, Oscarpreisträger
- Felix Grafe (1888–1942), Lyriker, Übersetzer
- Wilhelm Grosz (1894–1939), Komponist, Dirigent, Musikwissenschaftler
- Peter Hammerschlag (1902–1942), Dichter, Schriftsteller, Kabarettist, Graphiker
- Eva-Maria Höhle (* 1948), Kunsthistorikerin
- Heinrich Eduard Jacob (1889–1967), Journalist, Schriftsteller
- Carl Junker (1864–1928), Journalist
- Fritz Kalmar (1911–2008), Autor, Bühnenkünstler
- Felix Kammerer (* 1995), Film- und Theaterschauspieler
- Erich Kleiber (1890–1956), Dirigent
- Otto Koenig (1914–1992), Zoologe, Publizist
- Franz von Krauß (1865–1942), Architekt
- Josef Krips (1902–1974), Dirigent
- Otto Leichter (1897–1973), Sozialist, Journalist, Autor
- Paulus Manker (* 1958), Schauspieler und Regisseur
- Peter Nagy (* 1955), TV-Regisseur und Produzent
- Hans Georg Nenning (1946), Schauspieler, Autor
- Robert Neumann (1897–1975), Schriftsteller, Publizist
- Heinz Politzer (1910–1978), Schriftsteller, Literaturwissenschaftler
- Marcel Prawy (1911–2003), Dramaturg, Opernkenner, Opernkritiker
- Heinrich Reif-Gintl (1900–1974), Intendant, Direktor der Wiener Staatsoper
- Felix Salten (1869–1945), Schriftsteller
- Fritz Saxl (1890–1948), Kunsthistoriker
- Harry Seidler (1923–2006), Architekt
- Adalbert Seligmann (1862–1945), Maler, Kunstkritiker
- Heinz Sichrovsky (* 1954), Journalist, Moderator
- Götz Spielmann (* 1961), Filmregisseur, Drehbuchautor
- Fritz Stiedry (1883–1968), Dirigent
- Sophie Stockinger (* 1997), Schauspielerin
- Daniela Strigl (* 1964), Literaturwissenschaftlerin
- Friedrich Torberg (1908–1979), Schriftsteller, Journalist, Herausgeber
- Diego Viga (1907–1997), Mediziner, Schriftsteller
- Egid Filek von Wittinghausen (1874–1949), Schriftsteller
- Stefan Zweig (1881–1942), Schriftsteller

### Wissenschaftler
- Michael Haberlandt (1860–1940), Volkskundler, Indologe
- Richard Wettstein (1863–1931), Botaniker
- Armin Ehrenzweig (1864–1935), Rechtswissenschaftler
- Gustav von Arthaber (1864–1943), Paläontologe
- Ludo Hartmann (1865–1924), Historiker, Politiker
- Karl Landsteiner (1868–1943), Pathologe, Serologe, Nobelpreisträger
- Max Haitinger (1868–1946), Mikroskopiker
- Julius Tandler (1869–1936), Arzt, Politiker
- Hans Benndorf (1870–1953), Physiker
- Hermann von Schrötter (1870–1928), Mediziner, Physiologe
- Arthur Szarvassi (1873–1919), Physiker
- Emil Abel (1875–1958), Chemiker
- Ludwig Adler (1876–1958), Gynäkologe
- Felix Maria von Exner-Ewarten (1876–1930), Meteorologe, Geophysiker
- Lukas Waagen (1877–1959), Geologe
- Felix Ehrenhaft (1879–1952), Physiker
- Hanns Sachs (1881–1947), Jurist, Psychoanalytiker, Mitglied der Wiener Psychoanalytischen Vereinigung
- Eduard Helly (1884–1943), Mathematiker
- Philipp Frank (1884–1966), Physiker, Mathematiker, Philosoph
- Ernst Kurth (1886–1946), Musiktheoretiker und Musikpsychologe
- Franz Selety (1893–1933?), Philosoph und Kosmologe
- Erwin Chargaff (1905–2002), Chemiker
- Otto Koenig (1914–1992), Zoologe, Publizist
- Gerald Holton (* 1922), Wissenschaftshistoriker
- Norbert Leser (1933–2014), Politikwissenschaftler, Sozialphilosoph, Jurist

### Personen aus anderen Bereichen
- Alfred Braunthal (1897–1980), Sozialdemokrat, Gewerkschafter, Sozialwissenschaftler
- Walter Breisky (1871–1944), Politiker, ehem. österreichischer Vizekanzler und Bundeskanzler
- Siegmund Feilbogen (1858–1928), Jurist, Nationalökonom, Schriftsteller, Übersetzer
- Otto Fend (* 1938), ehemaliger österreichischer Politiker
- Hans von Frisch (1875–1941), Jurist
- Walter Grab (1919–2000), Historiker
- Robert Hecht (1881–1938), Jurist und Beamter im österreichischen Ständestaat
- Jakob Hegner (1882–1962), Drucker, Verleger, Übersetzer
- Martin Jäggle (* 1948), Theologe
- Nunu Kaller, (* 1981), Publizistin, Umweltaktivistin
- Peter Karner (1937–2022), Theologe, Journalist, Autor
- Karl Anton Klammer (1879–1959), österreichischer k.u.k. Offizier, literarischer Übersetzer
- Helmut Krätzl (1931–2023), Weihbischof
- Karl Luick (1865–1935), Anglist
- Ignaz Maybaum (1897–1976), Rabbiner
- Beate Meinl-Reisinger (* 1978), Politikerin
- Rainer Nowak (* 1972), Journalist, Chefredakteur der österreichischen Tageszeitung Die Presse[5]
- Ari Rath (1925–2017), Journalist, Chefredakteur der Jerusalem Post
- Herbert Otto Roth (1917–1994), Sozialist, Bibliothekar, Historiker
- Walter Schiff (1866–1950), Statistiker, Soziologe, politischer Ökonom
- Herbert Steiner (1923–2001), Politiker, Historiker
- Henry Strakosch (1871–1943), Bankier, Geschäftsmann
- Hans Thalberg (1916–2003), Diplomat, Widerstandskämpfer
- Constantin von Tuschinski (1905–1984), Staatsanwalt, Anwalt sowie Schriftsteller
- Richard Wagner (1887–1974), Kinderarzt
- Karl Wahle (1887–1970), Richter
- Otto Zsigmondy (1860–1917), Zahnarzt, Bergsteiger
- Emil Zsigmondy (1861–1885), Arzt, Bergsteiger
- Paul Zulehner (* 1939), Theologe, Priester

## Bekannte Lehrer
- Friedrich Cerha (1926–2023), Komponist
- Karl Exner (1842–1914), Mathematiker, Physiker
- Josef Golling (1848–1916), Pädagoge, Altphilologe
- Friedrich Hirth (1878–1952), Komparatist
- Adalbert Horawitz (1840–1888), Historiker, Philologe und Altphilologe
- Eduard Hula (1862–1902), Archäologe
- Hugo Jurenka (1858–1920), Klassischer Philologe
- Ernst Kalinka (1865–1946), Klassischer Philologe
- Alfred Kappelmacher (1876–1932), Klassischer Philologe
- Gottfried Kinsky-Weinfurter (* 1958), Komponist und Autor
- Heinrich Krause (1885–1983), Maler
- Wilhelm Kühnert (1900–1980), Kirchenhistoriker
- Friedrich Lessky (* 1934), Chorleiter, Musikpädagoge
- Joseph Machold (1824–1889), Maler
- Max Margules (1856–1920), Meteorologe
- Hans Molisch (1856–1937), Botaniker
- David Ernst Oppenheim (1881–1943), Pädagoge, Psychologe
- Karl Penka (1847–1912), Philologe und Anthropologe[6]
- Karl Prinz (1872–1945), Klassischer Philologe
- Karl von Spieß (1880–1957), Botaniker, Volkskundler
- Edgar Zilsel (1891–1944), Philosoph, Soziologe

## Bildungsangebot und Aktivitäten
Das Wasagymnasium war seit seiner Gründung ein humanistisches Gymnasium, an dem Latein und Altgriechisch unterrichtet wurde. Auch heute noch werden diese Sprachen als zweite und dritte Fremdsprachen angeboten, neben Englisch als obligatorischer erster sowie Französisch als zweiter oder dritter und Italienisch als möglicher vierter Fremdsprache. Im Realgymnasium besteht zudem die Möglichkeit, Spanisch als zweite Fremdsprache zu wählen.
Regelmäßig nehmen Schüler des Wasagymnasiums an verschiedenen Wettbewerben teil, wie z. B. dem Wiener Englisch/Französisch-Redewettbewerb und der Latein- und Griechischolympiade.
Ungefähr 90 % der Schüler treten nach der gymnasialen Unterstufe in die Oberstufe über.
Das Gymnasium nutzt die Möglichkeiten der Autonomieverordnung von Dezember 2003 und hat neue Oberstufenmodelle entwickelt und umgesetzt.
Das Wasagymnasium dient auch als Gastschule für chinesische Kinder in Wien; das Freifach Chinesisch wird ebenfalls unterrichtet.
Die Schule besitzt einen kleinen und einen großen Turnsaal, letzterer befindet sich in der Wasagasse 20.
Seit 2007 ist das Wasagymnasium ein Veranstaltungsort der Nox Latina, der Langen Nacht des Lateinischen.